# Ісламський джихад у Палестині

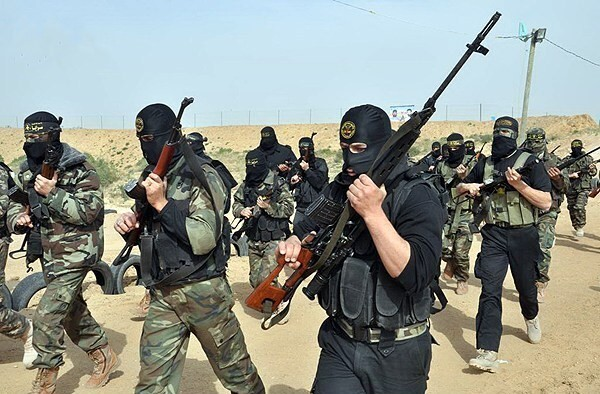
Навчання снайперів бригад Аль-Кудс в Газі, 2013 рік

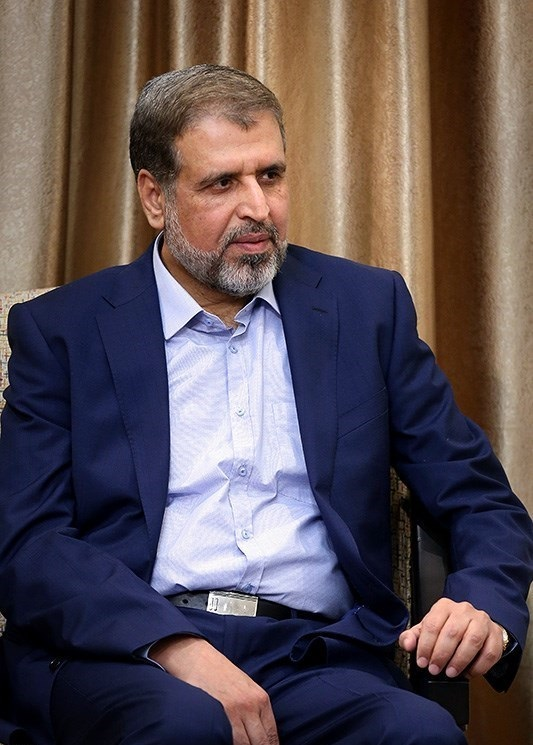
Рамадан Шалах, генсек Палестинського ісламського джихаду з 1995 до 2018 року

Рух Ісламський джихад у Палестині (араб. حركة الجهاد الإسلامي في فلسطين) — ісламіське арабське терористичне угрупування і з штаб-квартирою в Дамаску (Сирія), що має офіційною ціллю ведення релігійної війни, знищення Ізраілю і створення Палестинської Ісламської держави на території всієї Палестини. Більшість західних країн, передусім США та країни ЄС, а також Ізраїль, визнають цю організацію терористичною. Ісламський джихад у свою чергу проголошує Ізраїль, США та про-західні арабські режими «втіленням імперіалізму» і вважає їх об'єктами своєї боротьби.

## Історія створення
Ісламський джихад спочатку був відомий як «угрупування PIJ» (абревіатура від англ. Palestinian Islamic Jihad), котре заснували три палестинські студенти в Єгипті в кінці 1970-х років: Фатхі Шікакі, Абдул Азіз Одех та Башир Мусса. Хоча студенти були мусульманами-сунітами, на створення організації їх надихнула ісламська революція мусульман-шиїтів в Ірані. Після вбивства президента Анвара Садата єгипетськими ісламськими повстанцями організацію заборонили в Єгипті і на початку 1980-х років вона з'явилася на окупованих територіях в Палестині. Першою успішною акцією нової організації було вбивство в Газі в серпні 1987 р. керівника ізраїльської поліції. Через рік організацію вимушена була перебратися до Лівану, де вона продовжила напади на ізраїльські військові та цивільні об'єкти.
Хоча PIJ підтримувала Ясіра Арафата у визвольній боротьбі палестинського народу, вони рішуче виступали проти угоди з Ізраїлем в Осло. Після відмови руху ФАТХ очолюваним Арафатом від збройної боротьби, організація взяла відповідальність за низку терористичних актів, які завдали відчутного удару по мирному процесі на Близькому Сході. Атаки самовбивць-шахідів в Ізраїлі призвели до радикалізації ізраїльської суспільної думки та приходу до влади правого уряду у 1996 р., після чого мирний процес припинився остаточно.
В жовтні 1995 р. ізраїльськими агентами було вбито одного з засновників руху — Фатхі Шікакі і на чолі організації став викладач університету у Флориді Рамадан Абдуллах-аль-Шаллах. Штаб-квартира організації була перенесена до Дамаску. Подальші атаки проти Ізраїлю підвищили популярність організації серед пересічних палестинців, невдоволених відсутністю прогресу в мирному урегулюванні. За своїми методами та ідеологією організація має багато спільного з іншою палестинською організацією — Хамас.
1 серпня 2022 року ізраїльські військові заарештували лідера організації Бассема Сааді, після цього Ізраїль оголосив про військову операцію «Світанок», завдавши ударів по сектору Гази. Прем'єр-міністр Ізраїлю Яір Лапід заявив, що удари по Газі зірвали атаку на Ізраїль, яка планувалася як відповідь на арешт Сааді. Під час ударів по об'єктах угруповання в секторі Гази було знищено військове керівництво угруповання.